# Ouder-Amstel
Ouder-Amstel là một đô thị ở tỉnh Noord-Holland của Hà Lan.

## Các trung tâm dân cư
Đô thị Ouder-Amstel bao gồm các trung tâm dân cư sau: Duivendrecht, Ouderkerk aan de Amstel, Waver.